# María Morata
María Morata (Madrid, 1970) es una comisaria de arte y profesora española, especialista en cine y vídeo.

## Biografía
Nacida en Madrid en 1970, se formó en Comunicación Audiovisual en la Complutense de Madrid y en Estudios Cinematográficos en Francia, Universidad de París VIII. Más tarde realizó un máster en la Universidad de las Artes de Berlín.
Sus áreas de especialización son el cine experimental y las prácticas audiovisuales contemporáneas. Dentro de ellas se ha centrado en la relación de las tecnologías de los medios con los agentes humanos y no-humanos en el contexto teórico de la crítica del antropocentrismo. Residente en Berlín, desde 2007 ha impartido clases sobre cine y videoarte en diferentes universidades alemanas como la de Artes, Potsdam o de Goethe. Morata es miembro del comité de selección de cortometrajes para diversos festivales como el de la capital alemana, Dok Leipzig y Kasseler DokFest.
Ha comisariado proyectos artísticos y programas audiovisuales para distintos museos, festivales e instituciones artísticas en Europa como el Arsenal – Institut für Film und Videokunst (Alemania), el Steirischer Herbst (Austria), Impakt Festival (Países Bajos) o en España en el Centro de Cultura Contemporánea, el MACBA y Centro de Arte Santa Monica (Barcelona), Matadero y La Casa Encendida (Madrid) o el Centro del Carmen Cultura Contemporánea (CCCC) (Valencia), entre otros.